# Пргомелє (Пакраць)
45°26′ пн. ш. 17°25′ сх. д. / 45.44° пн. ш. 17.41° сх. д.
Пргомелє (хорв. Prgomelje) — населений пункт у Хорватії, у Пожезько-Славонській жупанії у складі міста Пакраць.

## Населення
Населення за даними перепису 2011 року становило 1 осіб.
Динаміка чисельності населення поселення:

## Клімат
Середня річна температура становить 9,78 °C, середня максимальна – 23,08 °C, а середня мінімальна – -5,98 °C. Середня річна кількість опадів – 931 мм.
| Клімат поселення                              | Клімат поселення | Клімат поселення | Клімат поселення | Клімат поселення | Клімат поселення | Клімат поселення | Клімат поселення | Клімат поселення | Клімат поселення | Клімат поселення | Клімат поселення | Клімат поселення | Клімат поселення |
| Показник                                      | Січ.             | Лют.             | Бер.             | Квіт.            | Трав.            | Черв.            | Лип.             | Серп.            | Вер.             | Жовт.            | Лист.            | Груд.            |                  |
| Середній максимум, °C                         | 5,83             | 7,62             | 11,49            | 14,90            | 19,99            | 23,08            | 22,87            | 22,26            | 18,50            | 14,17            | 8,88             | 4,86             |                  |
| Середня температура, °C                       | −0,08            | 1,69             | 5,59             | 8,99             | 14,08            | 17,17            | 19,25            | 18,64            | 14,89            | 10,57            | 5,27             | 1,25             |                  |
| Середній мінімум, °C                          | −5,98            | −4,2             | −0,34            | 3,09             | 8,17             | 11,26            | 15,62            | 15,03            | 11,27            | 6,96             | 1,64             | −2,36            |                  |
| Норма опадів, мм                              | 56               | 53               | 62               | 77               | 86               | 108              | 88               | 89               | 75               | 79               | 87               | 71               |                  |
| Середньомісячна швидкість вітру, м/с          | 2.27             | 2.52             | 2.76             | 2.67             | 2.43             | 2.18             | 2.12             | 2.00             | 2.10             | 2.23             | 2.33             | 2.34             |                  |
| Середньомісячна сонячна радіація, кДж/м²·день | 4433             | 7175             | 10910            | 15139            | 19186            | 21152            | 22058            | 19692            | 14735            | 9270             | 5029             | 3732             |                  |
| --------------------------------------------- | ---------------- | ---------------- | ---------------- | ---------------- | ---------------- | ---------------- | ---------------- | ---------------- | ---------------- | ---------------- | ---------------- | ---------------- | ---------------- |
| Джерело:                                      |                  |                  |                  |                  |                  |                  |                  |                  |                  |                  |                  |                  |                  |